# Метт Слокум
Метт Слокум (народився 27 грудня 1972) — гітарист, віолончеліст, піаніст і композитор, відомий своєю роботою як автор пісень і головний гітарист Sixpence None the Richer.

## Біографія
Народився в Род-Айленді в сім'ї Джозефа та Хільдегарди Слокумів. Коли йому було вісім місяців, його сім'я переїхала до Нью-Браунфелса, штат Техас, і відкрила книжковий магазин. У 1991 році, навчаючись у старшій школі Нью-Браунфелза, Слокум грав на гітарі з Крісом Тейлором на записі гаражного гурту під назвою «Місце для схованок (частина 1)». Був учасником християнської рок-групи Love Coma, а на початку 1990-х років зустрів вокалістку Лі Бінгем Неш під час відвідування тієї ж церкви в Нью-Браунфелсі, штат Техас. Слокум і Лі створили Sixpence None the Richer (він і Неш є єдиними постійними учасниками гурту). Разом з Нешем він написав пісню «Nervous In the Light of Dawn» для дебютного сольного альбому Неша Blue on Blue. У 2006 році Слокум гастролював з групою The Choir, граючи на бас-гітарі. Він також грав на гітарі в Over the Rhine і грав на бас-гітарі в групі Astronaut Pushers. Слокум грав на віолончелі на Viva Voce перший альбом «Ура зараз». Як студійний гітарист і віолончеліст він записував альбоми виконавців Julie Miller, Plumb, Wes King, Switchfoot, Hammock, Lost Dogs, The Choir, Dividing the Plunder, Threefold і Brooke Wagoner. Також брав участь як віолончеліст на DVD Кріса Райса Inside Out. 

## Дискографія
- The Fatherless and the Widow (1994)
- This Beautiful Mess (1995)
- Sixpence None the Richer (1997)
- Divine Discontent (2002)
- The Dawn of Grace (2008)
- Lost in Transition (2012)